# Susanne Bach
Susanne Bach (nascida Susanne Eisenberg, Munique, 29 de janeiro de 1909 - Munique, 10 de fevereiro de 1997) foi uma escritora e livreira alemã.

## Vida
Susanne Eisenberg era filha de Felix Eisenberg, chefe de uma gráfica artística em cobre, e de Erna Gutherz. Depois de terminar o ensino médio, ela estudou línguas românicas, história da arte e economia em Munique. Em 1932 completou seus estudos com o doutorado em estudos românicos. Após a transferência do poder para os nacional-socialistas, emigrou para Paris em outubro de 1933, cidade na qual completou um curso de livreira na Libraire Droz, onde começou a trabalhar em seguida. Além de seu trabalho na Droz, foi professora de línguas e fazia traduções. Engajou-se também no Comitê de Auxílio a Intelectuais Judeus.
Após a invasão alemã, ela perdeu o emprego no Ministério da Informação francês e foi internada no campo de internamento de Gurs em 1940, mas foi libertada dois meses depois porque conseguiu trabalhar para a estação de rádio do regime de Vichy . Depois de alguns meses, porém, ela foi libertada como judia.

Através da intervenção do casal Becher, especialmente de Dana Becher, ela foi aceita no chamado grupo Görgen, que conseguiu escapar da Suíça via França, Espanha e Portugal para o Brasil. Susanne Eisenberg juntou-se ao grupo em Lisboa. Chegando ao Rio de Janeiro em 11 de maio de 1941, o grupo teve que superar obstáculos burocráticos para permanecer no país. Ela então seguiu para Juiz de Fora, onde Hermann Mathias Görgen havia conseguido carteiras de identidade do grupo. A maioria retornou então ao Rio de Janeiro.
“Eu só tinha US$ 30 no bolso e estava grávida de seis meses. O pai da criança, francês, permaneceu na França. (…) Sempre encontrei trabalho porque aprendi línguas românicas, incluindo espanhol. Assim foi fácil aprender português. Trabalhei em empresas como secretária”
– Susanne Bach à Izabela Kestler em entrevista
A filha de Susanne Bach, Catharina, nasceu em setembro de 1941. Seu primeiro romance, A la recherche d'un monde perdu, escrito em francês, foi publicado em 1944. Ela se casou com o imigrante húngaro Jean Bach em 1952. Aproveitando sua experiência como livreira, fundou a primeira livraria internacional em sua casa, no Rio de Janeiro, após a guerra. Comercializava sob o nome “Susan Bach Comércio de Livros”. Foi também a primeira pesquisadora a colecionar obras de exílio publicadas no Brasil. A coleção está localizada no Arquivo do Exílio Alemão na Biblioteca Alemã em Frankfurt am Main. Bach também publicou diversos artigos em coletâneas e revistas sobre escritores exilados no Brasil.
Em 1983 regressou a Munique, onde a sua filha se casou. Susanne morreu lá em 1997. Em sua autobiografia Carrossel. De Munique a Munique ela relata suas experiências no exílio na França, na longa permanência no Brasil e no retorno a Munique.

## Trabalhos
- À la recherche d'un monde perdu. Centro das Ed. Francesas, Rio de Janeiro 1944.
- Das Kind kann meine Ehe retten. Marken, Köln 1971.
- Als ich dich mit der anderen sah…. Marken, Köln 1973.
- Bleibt Vati jetzt bei uns? Marken, Köln 1973.
- Du schenktest mir den ersten Kuß. Marken, Köln 1973.
- Karussell. Von München nach München. Frauen in der Einen Welt, Nürnberg 1991.

## Literatura
- Izabela Maria Furtado Kestler : Literatura de exílio e o exílio de escritores e jornalistas de língua alemã no Brasil. Peter Lang, Frankfurt am Main/Berlim/Berna/Nova York/Paris/Viena 1992, ISBN 3-631-45160-1 .
- Utz Maas : Perseguição e emigração de linguistas de língua alemã 1933-1945. Osnabrück 1996, pp. 50–51 ( esf.uni-osnabrueck.de ).
- Bach, Susan (ne) . In: Ernst Fischer : Editores, livreiros e antiquários da Alemanha e Áustria emigrados após 1933. Um manual biográfico . 2. revisado Ed. De Gruyter, Berlim 2020, ISBN 978-3-11-068863-4, pp. 18-19